# Happy End (album)
Happy End – album muzyczny zespołu Po prostu wydany w 2003 r. przez wytwórnię muzyczną „Pop Noise”. Ścieżkę dźwiękową zamieszczono na jednej płycie kompaktowej. Czas jej trwania wynosi 49 minut i 56 sekund. Album zawiera 18 utworów muzycznych. Muzyka zawarta w albumie zaliczana jest do nurtu muzycznego jakim jest punk rock, w szczególności w stylu punk '77.

## Historia, muzyka
„Happy End” to trzeci album muzyczny zespołu Po prostu, nie licząc takich wydawnictw jak demo, EP czy składanki. Poprzednie dwa zostały wydane odpowiednio w 1995 r. („One hate Doktorate”) i 1999 r. („Madonna+Dżakson=Prins”). Na przełomie lat 2002 i 2003 nagrano materiał do albumu. Ten zaś opublikowany został w 2003 r. (niektóre opracowania podają 2004 r.) nakładem wytwórni muzycznej „Pop Noise”. Ze względu na tytuł – „Happy End” – część osób uważała, że może to być ostatni, pożegnalny album tego zespołu. Tak jednak się nie stało. Już w 2005 r. wydano album koncertowy pod tytułem „Demo '86”, a w 2016 r. kolejny album studyjny, któremu nadano tytuł „Poczet Alimenciarzy”.

## Album
Album muzyczny „Happy End” ukazał się nakładem wydawnictwa muzycznego „Pop Noise” z Łodzi. W jego katalogu wydawniczym otrzymał identyfikator – NOISE 045. Nagrania do albumu zrealizowano w „Robert Usewicz Studio” w Gdańsku, a miało to miejsce od grudnia 2002 r. do lutego 2003 r.. Realizację nagrań wykonał Robert Usewicz. Jako nośnik danych dla ścieżki dźwiękowej zastosowano jedną płytę kompaktową, na której zamieszczono 18 utworów muzycznych, a czas trwania całości prezentowanego materiału wynosi 49 minut i 56 sekund. Producentem jest firma „Alternati Projekt” (identyfikator albumu – ALT 0803). Album otrzymał także inne, następujące oznaczenia: Matrix / Runout: ALT 0803 www.alternati-cd.com.pl; Mastering SID Code: IFPI LT57; Mould SID Code: IFPI Z914. Grafikę i design wydawnictwa opracowało „100 Filmów”.

## Skład
Zespół Po prostu zrealizował nagrania do tego albumu w następującym składzie, funkcjach poszczególnych członków i instrumentarium:
- Zbychu Nietoperz – basista, gitarzysta (gitara basowa, gitara)
- Marian-Odmaleńkości – perkusista (perkusja)
- Tadeusz Stroik – basista, gitarzysta (gitara basowa, gitara)
- Dzidas – basista, gitarzysta, wokal w tle (gitara basowa, gitara)[17]
- Szczepan Oshnięty – wokal[1][17].

## Twórczość i muzyka
Twórczość i muzyka prezentowana w albumie muzycznym „Happy End” zaliczane są do gatunku muzycznego jakim jest rock, w szczególności w jego ramach do nurtu muzycznego punk rock. Jest to twórczość zgodna do dotychczasowymi dokonaniami zespołu, stanowiąca kontynuację działalności artystycznej, przy zachowaniu preferowanego przez kapelę stylu określanego jako punk '77, ale z kilkoma elementami nowymi. Pośród nich wymienić można takie elementy jak niektóre utwory w stylistyce, którą można określić przymiotnikiem „liryczne”, czy teksty z elementami rozważań filozoficznych. Takie elementy świadczące o dojrzewaniu twórczości zespołu jeden z recenzentów wyjaśnia dojrzałością samej kapeli, która w tamtym czasie świętowała jubileusz 18-lecia działalności muzycznej.

## Utwory
| lp. | tytuł                      | czas min.:sek. |
| --- | -------------------------- | -------------- |
| 1   | Bułgarskie disko           | 2:52           |
| 2   | Wigwamy kadłuby            | 2:54           |
| 3   | Młodzierz gnoje            | 2:28           |
| 4   | Tojest zboczone            | 2:07           |
| 5   | Bez celu życia             | 1:55           |
| 6   | Między kłamstwem a fałszem | 3:17           |
| 7   | Bąk Beke Spaliny           | 3:38           |
| 8   | Litania miłości            | 3:14           |
| 9   | Doktor w Korah             | 2:06           |
| 10  | Nadchodzi Szpako Cwak      | 2:11           |
| 11  | Bez Mercedesa nie podchodź | 1:33           |
| 12  | Kręcone Łuby               | 2:52           |
| 13  | Przeminęło bez wiatru      | 2:40           |
| 14  | Syn Godzilli               | 2:12           |
| 15  | Zmyw klatki                | 2:12           |
| 16  | Prosta gra 2002            | 2:15           |
| 17  | Wierzgacz nogami           | 1:54           |
| 18  | Happy End                  | 4:16           |

W niektórych jednak opracowaniach ujmowany jest dziewiętnasty utwór, albo bez tytułu, albo z określeniem „Untitled”. Czas jego trwania podawany jest jako 3 minuty i 8 sekund. Nie ma go ujętego w spisie utworów zamieszczonym na okładce albumu.

## Odbiór i opinie
Odbiór twórczości zawartej w albumie jest pozytywny, a opinie jednoznacznie potwierdzają, że warto zapoznać się z dokonaniami kapeli tu prezentowanymi. A stwierdzenia te padają mimo patrzenia na materiał prezentowany na płycie przez pryzmat wcześniejszych dokonań zespołu, który budził już wówczas pewne kontrowersje, a przynajmniej jeśli nawet nie one, to co najmniej przez pryzmat zjawiskowej formacji będącej jedną z najbardziej oryginalnych na polskiej scenie. Pojawiały się także głosy, że album jest słabszy od poprzednich. Nie ma w nim bowiem bezdyskusyjnych, wyrazistych przebojów, hitów, hymnów, które by go jednoznacznie identyfikowały. Ale mimo to przyciąga uwagę i szczególnie dla fanów klasyki punka pozycja ta jest nie do przecenienia. Jak jednak wyżej wspominano, są pewne elementy twórczości stanowiące nowinki, czyli trochę liryzmu, trochę filozofii, muzyczne wstawki, oraz już stałe dla stylistyki zespołu jak melodie niemal infantylne, ckliwe solówki, specyficzne brzmienia, obejmujące szczególnie „stłoczenie” dźwięków ze wszystkich instrumentów muzycznych jednocześnie, teksty oparte na niemal własnym, niezrozumiałym dla innych, języku kreowanym przez autora tych piosenek – Szczepana, pełne kolokwializmów, surrealizmu, słowotwórczych dziwactw, stylistycznych kombinacji oraz przekazy charakterystyczne dla Szczepana, często odmienne od standardów. W przekazach niektórych utworów z albumu uwagę zwraca antypatia do nowych pokoleń, pełnych cwaniactwa i fascynacji techno. Ale te stałe elementy akurat, są tymi niuansami, które pozwoliły zespołowi na zbudowanie własnego, rozpoznawalnego stylu, jedynego w swoim rodzaju, których nie musi być wcale ulubionym, alby mimo to przyciągał.
W serwisie internetowym „Rate Your Music”, w czerwcu 2025 r., miał on przypisaną ocenę (RYM Rating):  (3.75/5 przy 6 oceniających).